# Камара (Солунско)
Камара (на гръцки: Καμάρα) е бивше село в Гърция, разположено на територията на дем Даутбал, област Централна Македония.

## География
Селото е разположено северно от Балджа (Мелисохори) и южно от Воловот (Неа Санда).

## История
Александър Синве („Les Grecs de l’Empire Ottoman. Etude Statistique et Ethnographique“), който се основава на гръцки данни, в 1878 година пише, че в Камара (Kamara) живеят 90 гърци. В „Етнография на вилаетите Адрианопол, Монастир и Салоника“, издадена в Константинопол в 1878 година и отразяваща статистиката на населението от 1873 г., Камара (Camara) е посочено като село с 15 домакинства и 73 жители гърци.
След Междусъюзническата война в 1913 година селото остава в Гърция.